# Glacière de Castelnau-le-Lez
 (octobre 2020).
Si vous disposez d'ouvrages ou d'articles de référence ou si vous connaissez des sites web de qualité traitant du thème abordé ici, merci de compléter l'article en donnant les références utiles à sa vérifiabilité et en les liant à la section « Notes et références ».
La glacière de Castelnau-le-Lez, située non loin du centre historique de Castelnau-le-Lez (département français de l'Hérault), est inscrite à l'inventaire de Monuments Historiques depuis 2010.

## Description
De tradition antique, la conservation de la neige-glace dans des glacières était très répandue dans le Midi méditerranéen au XVIIe siècle. Une glacière se présentait sous la forme d’un dôme en pierre de taille avec un oculus central formant un puits circulaire servant d’accès. La glace y était stockée jusqu’à l’été, après avoir été transportée l’hiver depuis l’Aigoual dans des sacs de toile, de nuit, à dos de mulets, puis transférée sur des charrettes jusqu’à la plaine. On utilisait également en période hivernale la neige et la glace qui pouvaient être recueillies dans les environs. 
Ce véritable igloo est construit en pierre de Castries. Les premières traces de ce monument remontent au XVIIe siècle selon un rapport rendu par les 5e et 6e consuls de Montpellier, le 9 aout 1686. Cette construction semi enterrée regroupe en fait deux glacières réalisées sous un promontoire  au sud du village médiéval.